# یوکی مامیا
یوکی مامیا (انگلیسی: Yuki Mamiya؛ زادهٔ ۹ مارس ۱۹۹۱) بازیگر، مدل (شخص) اهل ژاپن است.